# 南京大學中山樓
南京大學中山樓坐落于江苏省南京市鼓楼区汉口路22号南京大學南園北門東側，松林樓對面，是孫中山在南京的故居。
建築為二層樓，银灰色，2002年和2012年南大校慶時曾加以整修，現作為南京大學学生工作处的办公所。在孫穗芳主編的《我的祖父孫中山》一書中，該樓照片被標記為“祖父就任臨時大總統職時之官邸外觀（南京）”。